# Jaime Sabines
Jaime Sabines Gutiérrez (ur. 25 marca 1926 w Tuxtla Gutiérrez, zm. 19 marca 1999 w Meksyku) – meksykański poeta i prozaik.
Początkowo studiował medycynę, lecz później podjął studia literackie na UNAM. W 1979 otrzymał nagrodę od stanu Chiapas, w 1972 Nagrodę im. Xaviera Villaurrutii, zaś w 1983 – Międzynarodową Nagrodę Literacką. W 1994 Senat Meksyku odznaczył go Medalem Honoru Belisario Domíngueza.

## Twórczość
- Horal (1950)
- La señal (1951)
- Adán y Eva (1952)
- Tarumba (1956)
- Diario semanario y poemas en prosa (1961)
- Poemas sueltos (1951–1961)
- Yuria (1967)
- Tlatelolco (1968)
- Maltiempo (1972)
- Algo sobre la muerte del Mayor Sabines (1973)
- Otros poemas sueltos (1973–1994)
- Nuevo recuento de poemas (1977)
- Los amorosos • Cartas a Chepita (2009)